# Tevfikiye
Tevfikiye – wieś w Turcji, w prowincji Çanakkale, 864 mieszkańców (stan z roku 2000). Miejscowość przylega bezpośrednio do terenu wykopalisk Troi. Działa tu restauracja, bar oraz hotel.